# Ney
För andra betydelser, se Ney (olika betydelser).

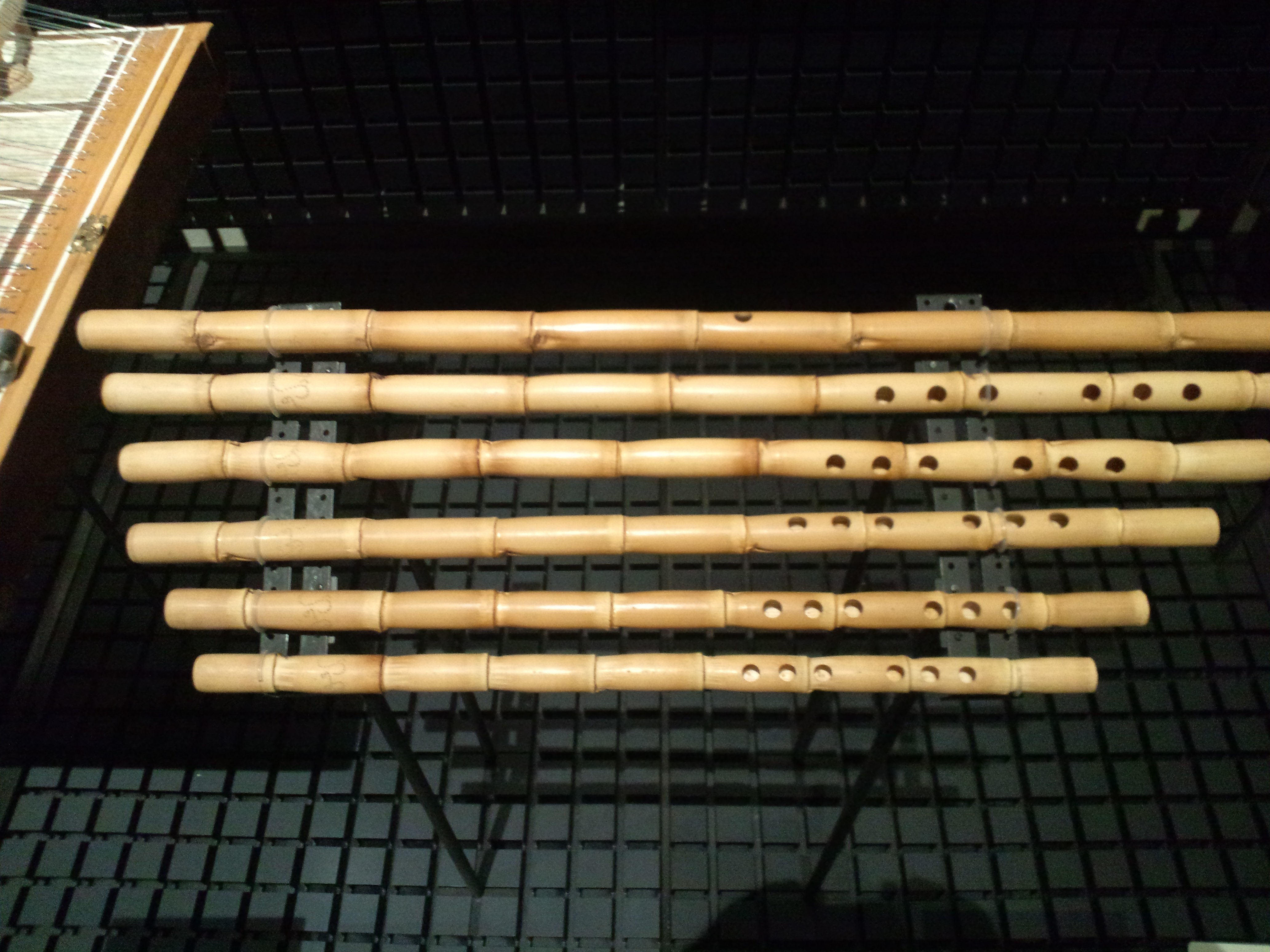
Ney

Ney (även nay, nai) är en österländsk flöjt som förekommer bl a i Iran, Turkiet och i arabiska länder. Det är ett mycket gammalt instrument, som arkeologiskt hittats i Egypten och har använts i både sakral och profan musik.
Flöjten är tillverkad av vass, med ett munstycke av ben, plast eller liknande. Den har sju fingerhål. Spelsättet är mycket originellt: Munstycket sätts i mungipan mellan tänderna, och luftströmmen styrs med tungan. Instrumentet anses svårspelat, men medger stora variationsmöjligheter för klangfärgen. En skicklig neyspelare kan få fram toner i över tre oktaver.